# Rośka
Rośka (ukr. Роська) – rzeka na Ukrainie, prawy dopływ Rosi.
Płynie przez Wyżynę Naddnieprzańską.
Długość wynosi 73 km, powierzchnia dorzecza 1100 km².